# Philippe Janvier (acteur)
 (septembre 2009).
Si vous disposez d'ouvrages ou d'articles de référence ou si vous connaissez des sites web de qualité traitant du thème abordé ici, merci de compléter l'article en donnant les références utiles à sa vérifiabilité et en les liant à la section « Notes et références ».
Ne doit pas être confondu avec Philippe Janvier (paléontologue).
Philippe Janvier, de son vrai nom Jacques, Philippe Nugeyre, est un acteur français né le 17 septembre 1903 dans le 14e arrondissement de Paris et mort le 17 février 1967  à Cognac.

## Filmographie
- 1931 : La Tragédie de la mine de Georg-Wilhelm Pabst
- 1932 : Une faim de loup de Germain Fried et Constantin Morskoï - moyen métrage -
- 1933 : L'Ange gardien de Jean Choux
- 1935 : Quadrille d'amour de Richard Eichberg et Germain Fried - Le camarade de Georges
- 1935 : La Bandera de Julien Duvivier
- 1935 : Le Bonheur de Marcel L'Herbier
- 1936 : L'Assaut de Pierre-Jean Ducis
- 1936 : Aventure à Paris de Marc Allégret
- 1936 : Les Deux Gamines de René Hervil et Maurice Champreux
- 1936 : Le Faiseur de André Hugon d'après la pièce de théâtre Le Faiseur d'Honoré de Balzac - le rôle de Monsieur de la Brise
- 1936 : L'homme du jour de Julien Duvivier
- 1936 : Les Petites Alliées de Jean Dréville
- 1936 : Prête-moi ta femme de Maurice Cammage
- 1936 : Cœur de gueux de Jean Epstein
- 1938 : Alexis gentleman chauffeur de Max de Vaucorbeil - Un acteur
- 1937 : Cinderalla de Pierre Caron
- 1937 : Aventure Hawaïenne de Raymond Leboursier - court métrage -
- 1938 : Le Capitaine Benoît de Maurice de Canonge - Un officier
- 1938 : Eusèbe député de André Berthomieu
- 1938 : Le héros de la Marne de André Hugon
- 1938 : Métropolitain de Maurice Cam
- 1938 : Vacances payées de Maurice Cammage
- 1939 : Les Cinq Sous de Lavarède de Maurice Cammage - Le conspirateur
- 1939 : L'Intrigante de Émile Couzinet
- 1939 : Sidi Brahim / Les diables bleus de Marc Didier
- 1939 : Les Trois Tambours (Vive la nation) de Maurice de Canonge
- 1939 : Louise de Abel Gance
- 1941 : La Troisième Dalle de Michel Dulud
- 1947 : Le Dolmen tragique de Léon Mathot
- 1947 : Et dix de der de Robert Hennion
- 1948 : Une paire de gifles de Jean Loubignac - court métrage -
- 1949 : L'Atomique monsieur Placido de Robert Hennion - L'impresario
- 1950 : Ma pomme de Marc-Gilbert Sauvajon
- 1950 : Le Traqué de Boris Lewin et Franck Tuttle
- 1950 : Gunman in the Streets de Franck Tuttle - version américaine du film précédent -²
- 1950 : La vie est un jeu de Raymond Leboursier
- 1950 : Heureux père de Georges Meunier - court métrage -
- 1956 : En votre âme et conscience, épisode : Le Serrurier de Sannois de  Claude Barma
- 1956 : Trois de la Canebière, de Maurice de Canonge
- 1957 : Trois de la marine, de Maurice de Canonge

## Théâtre
- 1932 : 5 à 7 d'Andrée Méry, Théâtre de la Potinière
- 1932 : La Mystérieuse Lady d'Alfred Gragnon et A. Falti, Théâtre de la Potinière
- 1933 : Le Vol nuptial de Francis de Croisset, Théâtre de la Michodière
- 1949 : C'est moi qui ai tué le Comte de Max Vierbo et Marcel Dubois d'après Alec Coppel, Théâtre de l'Humour
- 1952 : Le Bonheur des méchants de Jacques Deval, mise en scène de l'auteur, Théâtre des Bouffes-Parisiens
- 1961 : L'Année du bac de José-André Lacour, mise en scène Yves Robert, Théâtre des Variétés
- 1964 : Fraude qui peut de Pierre de Las Hies, mise en scène Philippe Janvier, Théâtre des Arts